# Czech Ensemble Baroque
Czech Ensemble Baroque je český profesionální soubor, zabývající se stylovou interpretací děl starších slohových období v autentické interpretaci na dobové nástroje. Soubor založil dirigent Roman Válek roku 1998. Má tři složky: orchestr, vokální ansámbl a sólisty. Dramaturgie tělesa zasahuje do všech žánrů zejména baroka a klasicismu. Členy jsou profesionální instrumentalisté a zpěváci z České republiky, Slovenska, Maďarska, Polska a Německa.

## Historie a činnost
Šéfdirigentem tělesa je od počátku Roman Válek. Funkci koncertního mistra zastává Peter Zajíček, vedoucím vokálního ansámblu je Tereza Válková. Mezi kooperující umělce patří například: Elen Machová, Hana Fleková, Michaela Koudelková, Ludmila Peterková, Barbara Maria Willi, Monika Knoblochová, László Borsódy, Marek Štryncl, Adam Plachetka, Jean-François Lombard, Markéta Cukrová, Roman Janál, Jaroslav Březina, Anna Mikołajczyk, Marie Fajtová, Joel Frederiksen a další. Na scénických projektech spolupracuje ansámbl s významnými režiséry: Constance Larrie, Jana Janěková, Jiří Nekvasil, Michael Tarant, Ladislava Košíková a jiní.
Dramaturgii tělesa tvoří kantáty, opery, koncerty a symfonie převážně z období baroka a klasicismu.
Od září 2012 realizuje ansámbl svůj vlastní velký abonentní cyklus staré hudby Bacha na Mozarta! v brněnském Besedním domě, který je první svého druhu na Moravě.
Soubor je rezidenčním ansámblem Hudebního festivalu Znojmo, kde uvedl řadu českých i světových operních premiér, komorních i kantátových koncertů, za něž je vysoce hodnocen odbornou kritikou, včetně např. nominací na cenu Thálie. Soubor je zván na prestižní festivaly (Smetanova Litomyšl, Janáčkův máj, Mitte Europa, Dni starej hudby Bratislava, Muzika Baltycka Gdańsk, koncertní cyklus FOK, Velikonoční festival duchovní hudby Brno, Musica Holešov aj.) a od roku 2006 spolupořádá Třebíčský operní festival v Třebíči.
Od roku 2003 organizuje Czech Ensemble Baroque vlastní hudební workshop Letní škola barokní hudby (na zámku Holešov), který je určen mladým hudebním profesionálům v oboru staré hudby. Workshop je jediný svého druhu v ČR – jeho specialitou je společný nácvik a koncertní provádění nejvýznamnějších děl světové barokní literatury za účasti předních interpretů-lektorů z celé Evropy.
Soubor intenzivně spolupracuje s Českou televizí a rozhlasem – zejména ČRo 3 Vltava, na záznamech dramaturgicky objevných titulů (např. Josef Mysliveček: Montezuma – 1. světová nahrávka, Jean-Baptiste Lully: Te Deum – 1. česká nahrávka). Soubor natočil několik projektů pro nejvýznamnější evropský rozhlas WDR a NDR (DE).
Zatím poslední CD souboru Händel Oratorio Arias s barytonistou Adamem Plachetkou, sólistou Vídeňské opery a londýnské Covent Garden, bylo velmi kladně oceněno naší i zahraniční kritikou a vřele přijato na koncertech v rámci turné 2013.
Pilotními projekty sezóny 2014/2015 je první světová nahrávka Rekviem Es dur F. X. Richtera (Supraphon), česká premiéra a nahrávka opery Platée J. P. Rameaua s J. F. Lombardem v hlavní roli, česká premiéra singspielu J. A. Bendy Romeo a Julie (koprodukce HF Znojmo a ND Praha), první uvedení kantáty Die Auferstehung und Himmelfahrt Jesu C. P. E. Bacha, symfonický projekt České hvězdy světového klasicismu – Vranický, Richter, Kramář.